# 稲葉めい
稲葉 めい（いなば めい、1975年12月15日 - ）は、日本の元AV女優。1992年に斉藤あかねの名前でデビューし、以降高野ひとみ、稲葉めいと3度改名している。

## 出演作品

### 斉藤あかね 名義
1992年
- こちら・泌尿器科
- 女学生ケダモノごっこ 未成熟エクスタシー
- 発情連鎖反応 バニースタイルで突き上げて
- 花嫁はくいしん棒 おしゃぶりボンデージ

### 高野ひとみ 名義
1993年
- 時々しちゃう
- ひとみに恋してる
- 美惑 sexual・trap 二匹の牝の悦楽バトル！（共演：橘ますみ）
- 新・妹の下着 2（共演：鈴木奈緒）
- ドクドク出ちゃう 土曜の深夜
- 握っておねだり
- 強制猥女
- 奥様は女子校生！
- 極姦 三女ひとみの場合（共演：高倉みなみ・観月マリ）
- 邪香猫（共演：藤木美菜）
- 夢で逢いましょ！
- 土曜の深夜 時々しちゃう！
- あぶないルームメイト（共演：小田なるみ）

1994年
- Bizarre Club 1 女虐と恥態
- めざめ　私にSして下さい
- 放課後の愛欲

1995年
- 女教師誘惑
- 性色教師ひとみ
- 猥褻人形プレイ白書（共演：観月マリ）

### 稲葉めい 名義
1996年
- すけべ姫誕生 1 本当のエクスタシーを教えて下さい
- いけない淫媚テーション
- 淫媚な牝神 2
- セクハラOL縄調教 生娘縄残業

1998年
- レモンに恋して
- 鬼畜輪姦外伝 その後の女子校生 Part.05 輪廻転生
- 女子校生監禁凌辱 鬼畜輪姦 5

1999年
- 第1回 目指せ！AV男優 これぞ男の生きる道

### 雑誌
高野ひとみ名義
- オレンジ通信 1993年04月号（表紙）